# Batgirl
Batgirl é uma personagem de ficção de banda desenhada (quadrinhos, no Brasil) pertencente ao universo da DC Comics, parceira de Batman e de Robin. Embora a personagem Betty Kane tenha sido introduzida na publicação em 1961 por Bill Finger e Sheldon Moldoff como Bat-Girl, ela foi substituída por Barbara Gordon em 1967, que mais tarde veio a ser identificada como a Batgirl icônica. Descrita como a filha do comissário de polícia de Gotham City, James Gordon, ela estreou em Detective Comics # 359, intitulado "The Million Dollar Debut de Batgirl!" (1967) pelo escritor Gardner Fox e o desenhista Carmine Infantino. Como Batgirl, a personagem atua principalmente em Gotham City, aliando-se com Batman e o Robin original, Dick Grayson, bem como outros heróis proeminentes no Universo DC.

## Betty Kane
A primeira personagem a se chamar originalmente Bat-girl era Mary Elizabeth (Betty) Kane, sobrinha de Kate Kane, a Batwoman. Ela era apaixonada por Robin. Mais tarde, ela se tornou a heroína Labareda, e integrou os Novos Titãs da Costa Oeste. Depois de Crise nas Infinitas Terras, ficou estabelecido que Betty Kane sempre foi Labareda, nunca Batgirl.

## Barbara Gordon
Batgirl era Barbara Gordon, bibliotecária e filha do Comissário Gordon. Em sua primeira aventura, ela auxiliou Batman e Robin a capturar o Mariposa Assassina.
A Batgirl (Barbara Gordon) foi baleada por Coringa na publicação Batman: A Piada Mortal, de 1988, e perdeu o movimento das pernas. Incapaz de abandonar a luta contra o crime, ela se tornou especialista em sistemas de informação, informática e adotou o nome "Oráculo", auxiliando todos os heróis e vigilantes fornecendo informações via internet. Juntamente com Canário Negro e Caçadora formou o grupo conhecido como Aves de Rapina. Manteve um romance durante muito tempo com Asa Noturna.
Barbara Gordon é a batgirl mais popular.

## Helena Bertinelli
A primeira heroína que Helena se tornou é Caçadora, que foi apresentada em 1989 em sua própria revista. A personagem teve uma infância igual a de Bruce Wayne, presenciando a morte dos próprios pais. Mas ela jurou vingança, e se treinou a vida toda para isso.
Durante a saga Terra de Ninguém, depois que Bruce some e Cassandra Cain deixa de ser a Batgirl, Helena assume o nome e o uniforme, e descobre que, como Batgirl, impõe mais medo e respeito do que como Caçadora. Mas, assim que Bruce volta, ele avisa a personagem que não gosta de seus métodos, e, depois de falhar em uma missão, recolhe o uniforme dela.

## Cassandra Cain
No lugar de Barbara surgiu uma nova Batgirl, Cassandra, filha de Cain (um assassino profissional e um dos inúmeros professores de Batman), e de Lady Shiva. Cassandra é uma adolescente que foi treinada para ler movimentos em detrimento da própria fala, por isso apesar de ser uma exímia lutadora é incapaz de se comunicar com frases complexas, usando apenas algumas palavras e gestos. Sua habilidade em artes marciais foi comprovada em duelos contra Lady Shiva (a qual derrotou) e contra o próprio Batman. Depois, Cassandra deu seu manto a Stephanie Brown. Atualmente no Renascimento ela assumiu a identidade de Órfã, sendo treinada pelo Batman e pela Batwoman para superar seu passado como assassina e ser uma vigilante em Gotham.

## Stephanie Brown
Anteriormente conhecida como Salteadora, Stephanie já assumiu o manto de Robin e posteriormente foi a escolhida para ser a nova Batgirl.

## Charlotte Gage-Radcliffe
Ela foi a sexta personagem a ser a Batgirl, mas sua história com o manto foi breve. Em Birds of the Prey #96, de 2006, Oráculo descobre que tem uma nova Batgirl em Gotham, usando um uniforme muito parecido com que ela mesma usava quando era a heroína.
Canário Negro e Caçadora vão investigar, e descobrem que Charlie é uma meta-humana com super-força, regeneração rápida e capacidade de se teleportar. Bárbara consegue convence-la a não usar mais o uniforme nem o nome, e ela passa a se chamar Marginal.
De acordo com Gail Simone, escritora da HQ, o lançamento de Os Novos 52 atrapalhou a história de Charlie, que seria aprofundada e explicada. Era uma princesa da Casa Rubí, nascida no Mundo de Cristal, e que foi lançada à Terra após seus pais serem assassinados para escondê-la dos assassinos de seus pais.

## Outras mídias

### Live action

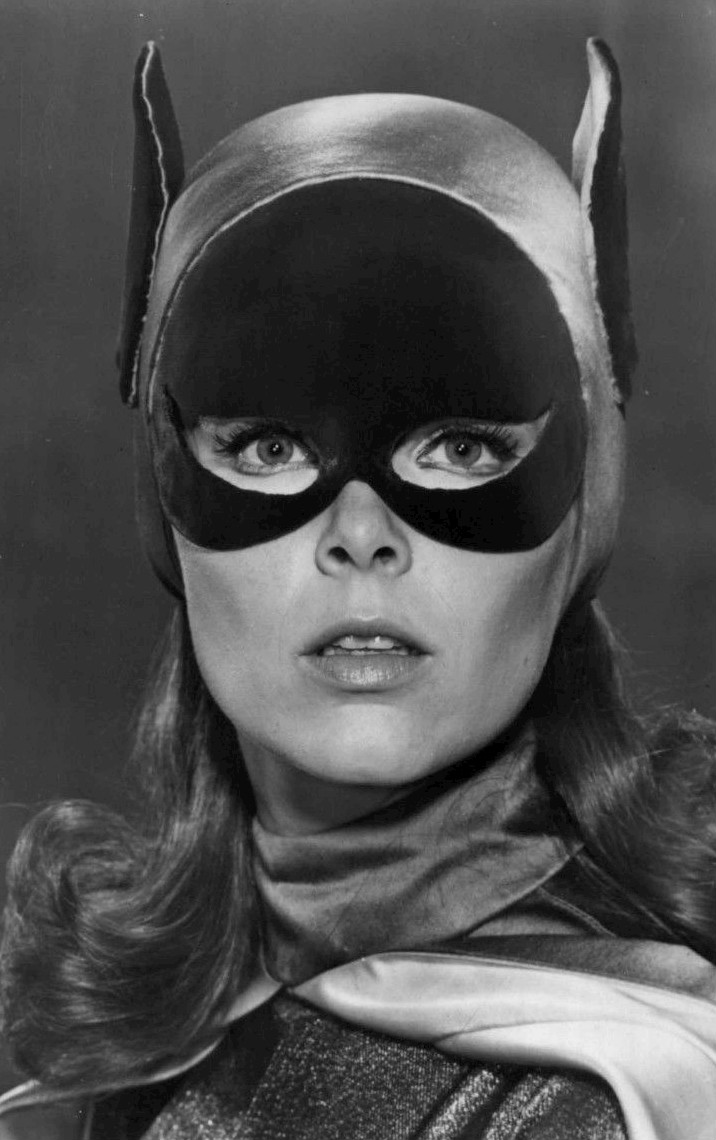
Yvonne Craig interpretou a Batgirl na série de TV do Batman da década de 1960 (foto promocional de 1967)

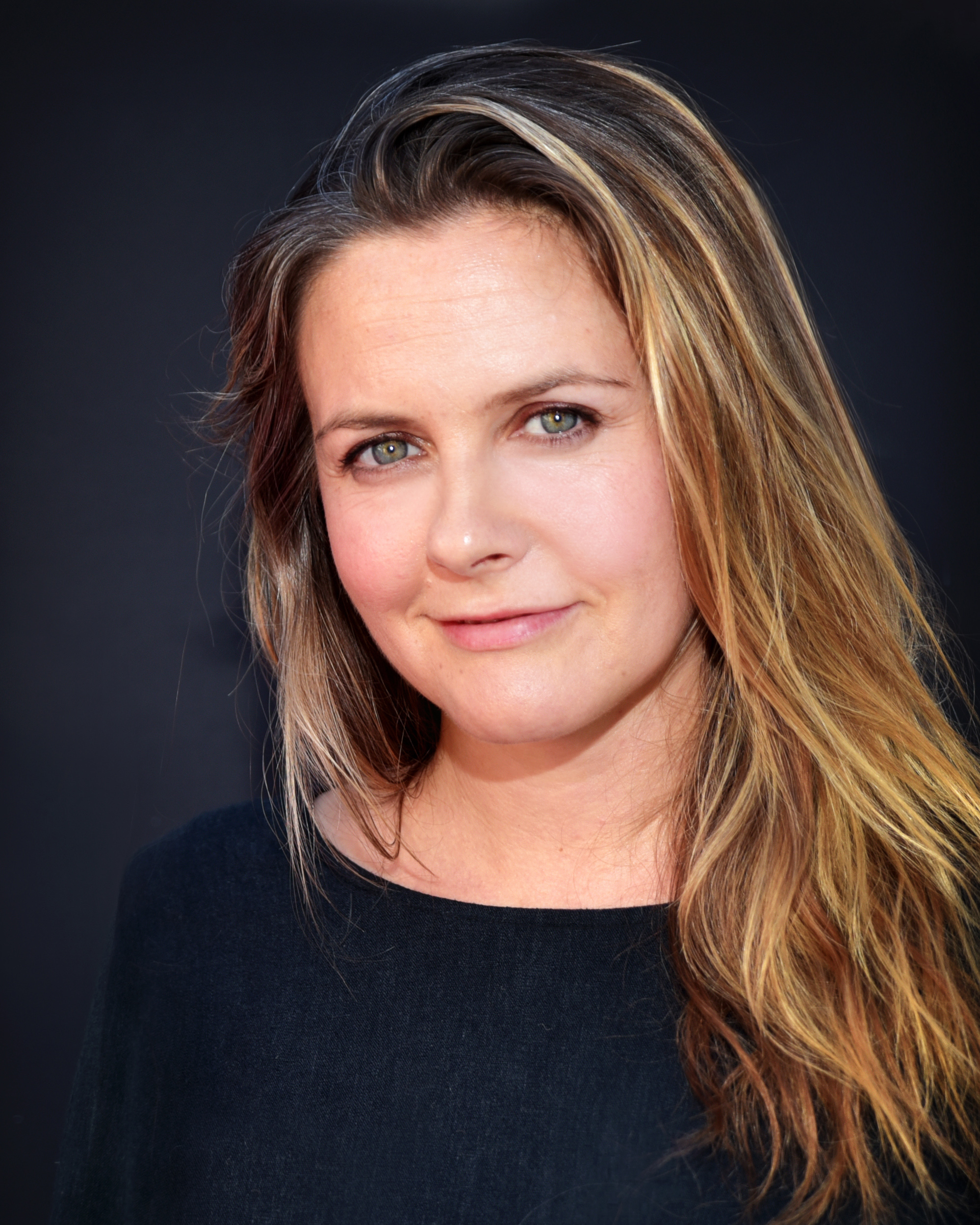
Alicia Silverstone interpretou a Batgirl no filme de 1997 Batman & Robin.

Na série de TV Batman, dos anos 60, a Batgirl (Barbara Gordon) foi interpretada por Yvonne Craig.
Em 1997, no filme "Batman e Robin", a Batgirl foi interpretada por Alicia Silverstone, onde foi feita uma alteração na identidade da personagem, com o nome de Barbara Wilson, sobrinha de Alfred, mordomo do bilionário Bruce Wayne.
Em 2002, foi interpretada por Dina Meyer na série de televisão produzida para a Warner, chamada Birds of Prey. Na série a personagem Barbara Gordon, outrora Batgirl, já se encontra paraplégica e assumindo a identidade de "Oráculo". A atriz aparece na série como Batgirl em alguns flashbacks da personagem.
O desenvolvimento de um longa-metragem da personagem, Batgirl começou com Joss Whedon em março de 2017, mas ele deixou o projeto um ano depois. Hodson foi contratado para escrever um novo roteiro em abril de 2018, com El Arbi e Fallah contratados para dirigir em maio de 2021, quando o filme foi confirmado como um original da HBO Max, fazendo este parte do Universo Estendido DC. Leslie Grace foi escalada em julho para interpretar a personagem, e as filmagens começaram no final de novembro em Glasgow, Escócia. Batgirl estava programado para ser lançado na HBO Max em 2022, mas em 2 de agosto de 2022, a Warner Bros. Discovery anunciou que não planejava mais lançar o filme na HBO Max ou nos cinemas.

### Animações
Batgirl (sempre Barbara Gordon) tem aparecido em várias produções de animação relativas ao Batman. As duas primeiras animações são dos estúdios Filmation, uma produzida nos anos 60 e a outra na década seguinte.
Nos anos 90 ela apareceu em diversas animações, muitas delas no extenso universo fictício conhecido como DC Animated Universe (ou, simplesmente, DCAU), criado por Paul Dini e Bruce Timm. Em Batman do Futuro, ela aparece mais velha e não atua mais como Batgirl. Em vez disso, ela atua como comissária de polícia, seguindo os passos profissionais de seu pai.
Fora da continuidade do DCAU, Batgirl apareceu também nos desenhos O Batman e Batman: os Bravos e os Destemidos.                                                                                             Em 2016, a personagem apareceu na adaptação da HQ, Batman: A Piada Mortal (filme) . Em 2017, a personagem teve sua versão LEGO, para o filme The Lego Batman Movie que estreou dia 9 de fevereiro de 2017.